# Marie de la Passion Tarallo
Pour les articles homonymes, voir Tarallo (homonymie) et Marie de la Passion.
Maria Grazia Tarallo, en religion Maria della Passione, en français Marie de la Passion (1866-1912), était une religieuse italienne membre des sœurs Crucifiées Adoratrices de l'Eucharistie. Elle est reconnue comme bienheureuse par l'Église catholique. 

## Éléments biographiques
Née le 23 septembre 1866 à Naples, Maria Grazia Tarallo entre en 1891 à 24 ans au monastère des Adoratrices du crucifix, institut voué à la réparation des péchés et des offenses faites à l'Église. 
Cette religieuse est réputée pour ses dons mystiques. Elle meurt à San Giorgio a Cremano près de Naples le 27 juillet 1912, à l'âge de 45 ans.
Le cardinal Giuseppe Prisco, archevêque de Naples, ouvre en 1913 la cause en vue de sa canonisation. Le pape Jean-Paul II proclame en 2004 l'héroïcité de ses vertus ; elle est alors appelée « vénérable ». Elle est ensuite proclamée bienheureuse par décret signée par Benoît XVI le 19 janvier 2006 ; sa béatification est célébrée le 14 mai suivant dans la cathédrale de Naples, par le cardinal José Saraiva Martins.
Sa fête est célébrée chaque 27 juillet.